# Brigadiere capo qualifica speciale
Brigadiere Capo qualifica speciale  è la qualifica più alta del ruolo sovrintendenti dell'Arma dei Carabinieri e della Guardia di Finanza, ed è stata istituita nel 2017 a seguito del riordino dei ruoli e delle carriere (decreto legislativo 29 maggio 2017, n.94
«Disposizioni in materia di riordino dei ruoli e delle carriere del personale delle Forze armate, ai sensi dell'articolo 1, comma 5, secondo periodo, della legge 31 dicembre 2012, n. 244»). Il Brigadiere capo qualifica speciale ha rango preminente sui pari grado. La qualifica può essere attribuita al brigadiere capo dopo 8 anni di permanenza nel grado oppure da una lunga permanenza a reparto. La qualifica è equivalente al codice di grado NATO OR-7.
Il riordino delle carriere relatico ai ruoli dei graduati di truppa, dei sergenti e brigadieri e dei marescialli ha stabilito un nuovo sistema di avanzamento che oltre a premiare il merito uniformasse il trattamento del personale all'interno del comparto Difesa e sicurezza. Nell'Esercito Italiano e nell'Aeronautica Militare la denominazione del grado è sergente maggiore capo "qualifica speciale", mentre nella Marina Militare la denominazione del grado è secondo capo scelto qualifica speciale.
Le qualifiche speciali per i gradi di caporal maggiore capo scelto/appuntato scelto/sottocapo di prima classe scelto "qualifica speciale" e per i gradi di sergente maggiore capo/brigadiere capo/secondo capo scelto "qualifica speciale" sono caratterizzate dall'aggiunta di una stelletta a cinque punte agli attuali gradi. Il distintivo di grado dei luogotenenti è invece rimasto invariato. 
Il distintivo di grado di Primo luogotenente "qualifica speciale" e di Luogotenente "Carica speciale" è caratterizzato dai caratteristici tre binari su sottopanno rosso sormontati da due stellette.
Il distintivo di grado di Brigadiere Capo "Qualifica Speciale" dell'Arma dei Carabinieri è raffigurato dal distintivo di Brigadiere Capo, al quale si deve aggiungere una stelletta a cinque punte, di  colore argentato, posizionata al centro del gallone superiore. La punta superiore della stelletta rappresentante la qualifica speciale, deve essere in linea con le punte del gallone superiore. 
Il distintivo di grado di Brigadiere Capo "Qualifica Speciale" della Guardia di Finanza è costituito da un gallone dorato e due galloncini divisi da due filetti neri e sopra di essi una stella d'oro e alla base una barretta dorata. La punta superiore della stelletta rappresentante la qualifica speciale, deve essere in linea con le punte del gallone superiore. 

Distintivo di grado per controspallina di brigadiere capo "qualifica speciale" dell'Arma dei Carabinieri
Fregio cappello rigido, dorata a 13 punte su panno nero da brigadiere capo "qualifica speciale" dell'Arma dei Carabinieri
Distintivo di grado per controspallina di brigadiere capo "qualifica speciale" della Guardia di Finanza
Fregio da cappello rigido utilizzato dai sovrintendenti della Guardia di Finanza